# Prairial (Q55)
Pour les articles homonymes, voir Prairial (homonymie).
Le Prairial est un sous-marin français du début du XXe siècle. Il fait partie de la classe Pluviôse. Il a pour numéro de quille le Q55. Il sombre le 29 avril 1918 après avoir été percuté par un navire commercial anglais, le SMS Tropic. 19 hommes périrent dans l'accident.

## Le navire
Il est assemblé à Cherbourg et entre en service le 19 juin 1909. Vingt-cinq hommes d'équipage pouvaient prendre place à bord de ce sous-marin de pleine mer.

## Missions
En 1912, il intègre la 2e escadre légère. Le 1er septembre 1914, il est envoyé à Portsmouth, avec cinq autres sous-marins, pour participer à la défense de ce port dans le cadre d'accords militaires franco-anglais. Il est aussi envoyé devant les ports du Havre et de Cherbourg pour en surveiller les accès. Après dissolution de la 2e escadre légère en 1916, le Prairial est affecté à l'escadrille de sous-marins de Normandie basée à Cherbourg.

## Le naufrage
Le 29 avril 1918 il est éperonné par le navire anglais SMS Tropic au large du Havre et sombre rapidement, emportant avec lui 19 hommes d'équipage. Seuls 7 survivants sont repêchés.